# مايلز بنجامين أنتوني روبنسون
مايلز بنجامين أنتوني روبنسون (بالإنجليزية: Miles Benjamin Anthony Robinson)‏ هو مغن مؤلف أمريكي، ولد في 30 أكتوبر 1982 في أوريغون في الولايات المتحدة.

## وصلات خارجية
- الموقع الرسمي
- مايلز بنجامين أنتوني روبنسون على موقع ميوزك برينز (الإنجليزية)
- مايلز بنجامين أنتوني روبنسون على موقع أول ميوزيك (الإنجليزية)
- مايلز بنجامين أنتوني روبنسون على موقع ديسكوغز (الإنجليزية)